# Morgan C. Hall
Morgan C. Hall es un diplomático e historiador estadounidense.
Fue autor de un estudio sobre el monarca español Alfonso XIII y del sistema político de la Restauración desde la ascensión del primero al trono hasta la toma del poder del dictador Miguel Primo de Rivera. Titulada en inglés originalmente Alfonso XIII and the Failure of the Liberal Monarchy in Spain, 1902-1923 (Columbia University Press, 2003), fue traducida al castellano como Alfonso XIII y el ocaso de la monarquía liberal, 1902-1923 (Alianza, 2005).